# Museo dell'automobile Bonfanti-Vimar
Il museo dell'Automobile Luigi Bonfanti-Vimar è un museo dell'automobile che si trova a Romano d'Ezzelino.

## Storia
Il Museo nasce nel 1991 ma è inaugurato nel settembre del 1992 ed è riconosciuto dalla FIA, dall'ANFIA (Associazione Nazionale fra Industrie Automobilistiche), dall'ASI (Automotoclub Storico Italiano), dall'AAVS (Associazione Amatori Veicoli Storici), dall'AISA (Associazione Italiana per la storia dell'automobile) e dalla Società Italiana per la protezione dei beni culturali e dalla Regione Veneto.

Nel Museo si svolgono anche lezioni per studenti di ingegneria meccanica dell'Università di Padova ed anche dei corsi di specializzazione per restauratori di mezzi d'epoca.

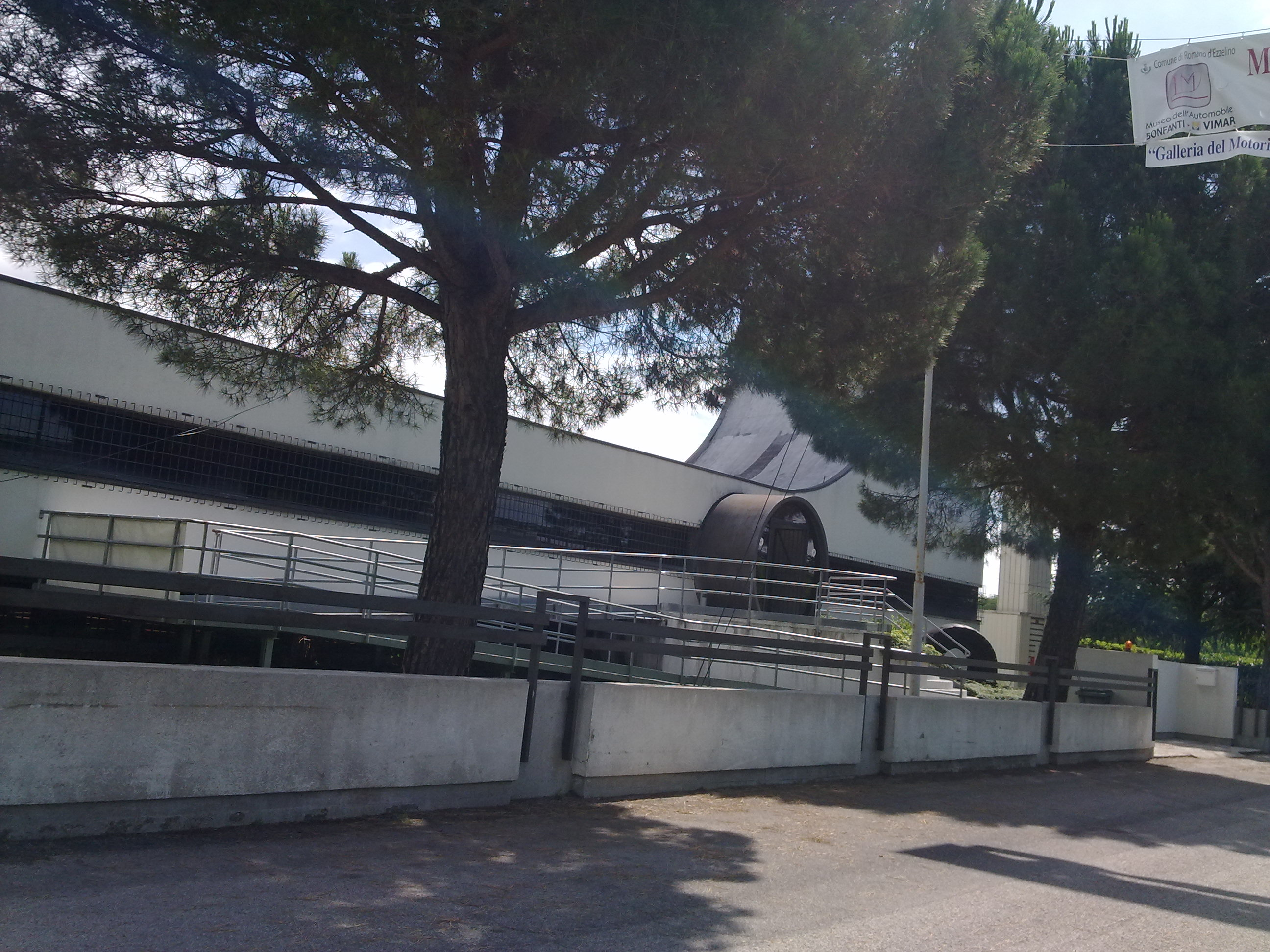
Struttura esterna del museo

A livello internazionale, il museo si è guadagnato il Trofeo come miglior Museo europeo della motorizzazione nel 1999, 2000, 2001, 2004 e 2007.

## Sede
La sede è a Romano d'Ezzelino, a due passi da Bassano del Grappa, dove è previsto un futuro trasferimento.

## Mostre

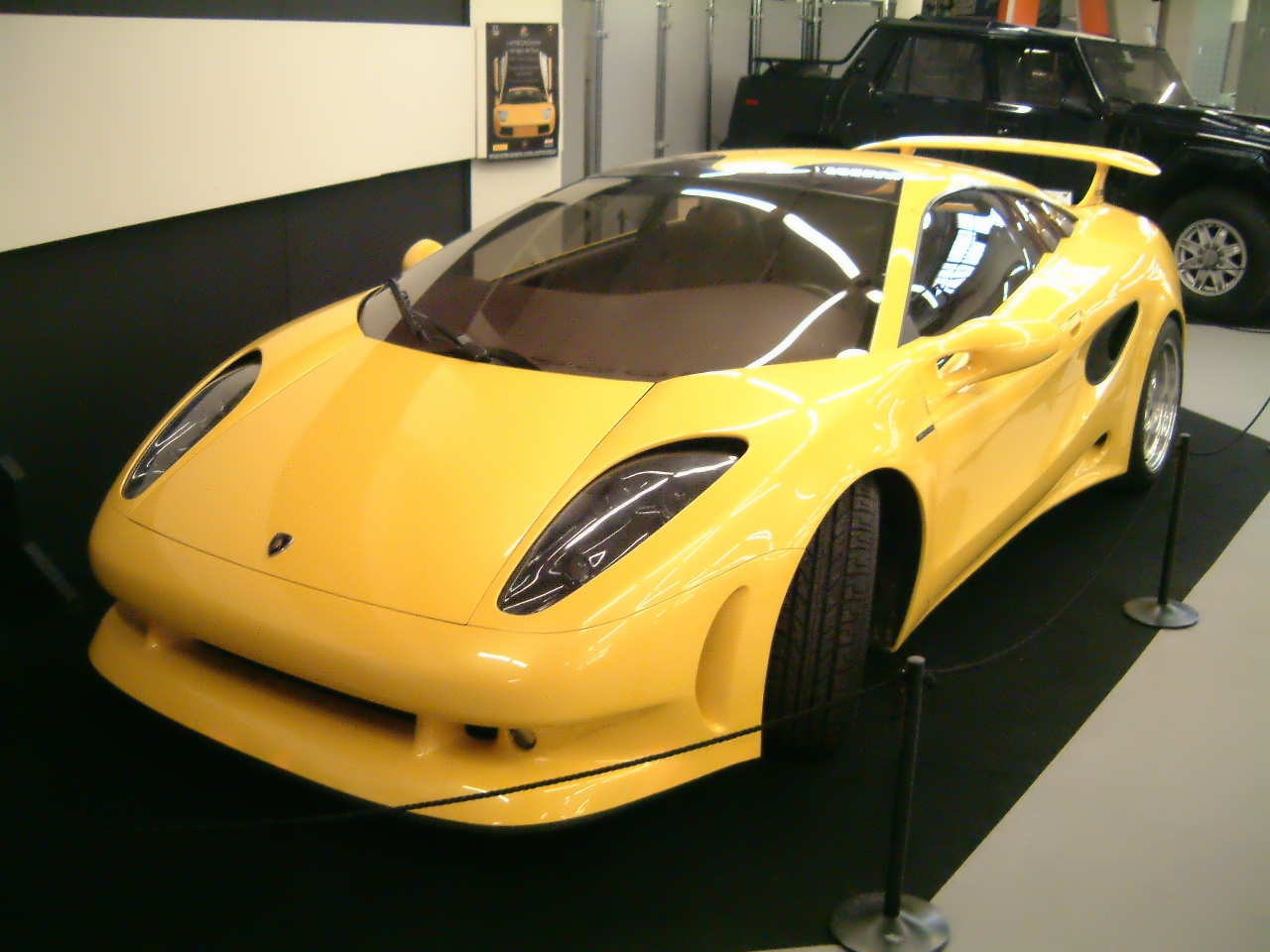
La Lamborghini Calà durante l'esposizione "Lamborghini nel segno del toro"

- Galleria del motorismo, mobilità ed ingegno Veneto (Dal 5 marzo 2011)
- Mostra d'auto d'epoca (Marostica, Viale della stazione, 13 ottobre 2013)
- Auto e manifesti; dépliant e carta stampata (Dal 1º maggio 2010 al 3 ottobre 2010)
- Carioche & trattori (Dal 31 ottobre 2009 al 5 aprile 2010)
- Sognando l'automobile(Dal 4 aprile al 4 ottobre 2009)
- Rally: arrivano i mostri. I terribili gruppoB e altro (22-11-2008/15-03-2009)
- Lassù sulla montagna (20-04-2008/4-11-2008)
- Automobili Made in Italy (18-11-2007/24-03-2008)
- Maserati 1957-2007, 50 anni dal mondiale F.1 (29-04-2007/21-10-2007)
- Aurelia, simbolo di un secolo Lancia (21-10-2006/09-04-2007)
- I mezzi della 2ª guerra mondiale (22-04-2006/1-10-2006)
- FIAT Topolino: Settant'anni da ricordare (29-10-2005/26-03-2006)
- Automobili inglesi, le belle e le bestie (23-04-2005/02-10-2005)
- Spider sognando la primavera (23-04-2004/28-03-2004)
- I gioielli della touring (10-04-2004/03-10-2004)
- Centenario del primo volo a motore (26-10-2003/14-03-2004)
- La leggenda di Nuvolari (25-05-2003/03-10-2003)
- Lamborghini nel segno del toro (19-01-2003/21-04-2003)
- Donaree per condividere (10-11-2002/31-12-2002)
- Abarth, l'uomo, le macchine (25-04-2002/06-10-2002)
- L'autominima, oggi come ieri (21-10-2001/01-04-2002)
- A tuttomotore, quarant'anni di collezionismo (08-04-2001/30-09-2001)
- Maserati, il tridente alla riscossa (22-10-2000/18-03-2001)
- Moto da gran premio, due ruote di coraggio (09-04-2000/01-10-2000)
- Isotta Fraschini, 100 anni a gennaio (24-10-1999/19-03-2000)
- Zagato, dal 1919 design e funzione (27-03-1999/03-10-1999)
- Un secolo di FIAT (10-10-1998/28-02-1999)
- La ruota nel segno del millennio (28-03-1998/20-09-1998)
- 50 anni di formula1 (18-10-1997/08-03-1998)
- LANCIA, tecnologia dal 1907 (12-04-1997/28-09-1997)
- Gran Turismo all'italiana (30-11-1996/31-03-1997)
- I mezzi della prima guerra mondiale (30-03-1996/04-11-1996)
- Guzzi contro Gilera (13-05-1995/15-10-1995)
- Le grandi cabriolet (28-01-1995/10-02-1996)
- La leggenda dei rally (10-12-1994/09-04-1995)
- Pininfarina, sessant'anni di ricerca formale (16-09-1994/27-11-1994)
- Il mito delle mille miglia (26-03-1994/28-08-1994)
- Harley–Davidson…a way of live (30-10-1993/04-03-1994)
- Alfa Romeo ieri e oggi (03-07-1993/16-10-1993)